# Gytia

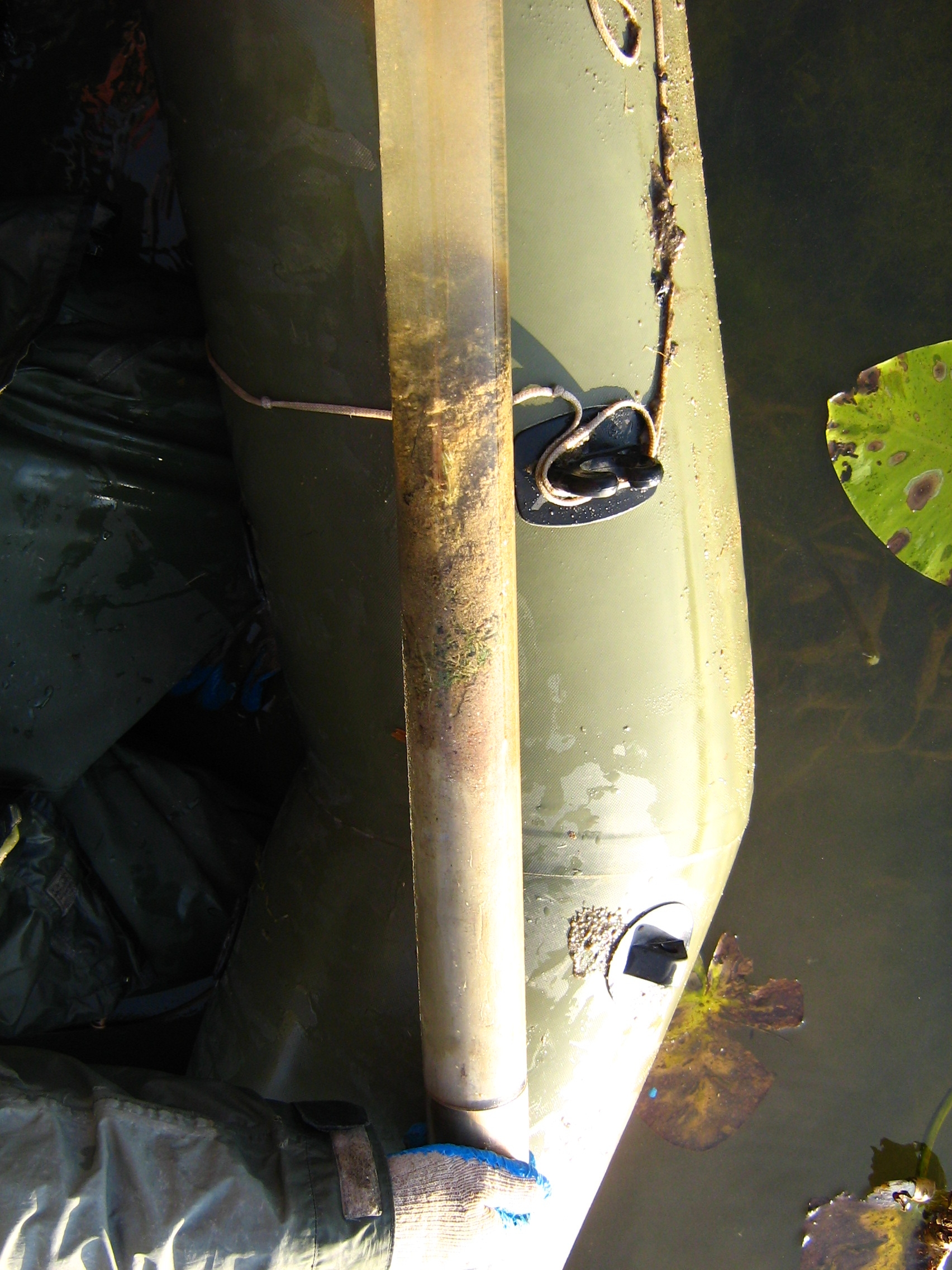
Chwytacz rurowy zawierający rdzeń osadów jeziornych. Poniżej warstw wody i pelogenu dwie warstwy gytii – detrytusowa i węglanowa.

Gytia – osad organiczny lub organiczno-mineralny powstający na dnie jezior, zwłaszcza eutroficznych, o barwie szarej. Materiał organiczny reprezentowany jest przede wszystkim przez stosunkowo dobrze zachowane (rozpoznawalne) szczątki organizmów, zwłaszcza fitoplanktonu, choć zwykle mocniej rozłożone niż w torfie. W odróżnieniu od torfów, materia gromadzi się całkowicie pod wodą, zwykle poza strefą szuwarów, a cała materia organiczna jest pochodzenia alochtonicznego, tzn. powstaje poza osadem, w toni wodnej. W skład gytii może wchodzić również domieszka materii autochtonicznej, np. węglany powstałe w przydennych łąkach ramienicowych. Gytia jest odmianą sapropelu powstającą w warunkach dobrego natlenienia (w odróżnieniu od osadów dy), choć według innych ujęć sapropel to typ osadu odrębny zarówno od gytii, jak i od dy. W zależności od składu mineralogicznego i biologicznego wyróżnia się następujące rodzaje gytii:
- gytię węglanową – przewaga udziału materii węglanowej (ale poniżej 80%); posiada jasną barwę
- gytię detrytusową – w składzie przeważa materia organiczna, słabiej rozłożona (gytia grubodetrytusowa) lub mocniej rozłożona (gytia drobnodetrytusowa); barwa ciemna
- gytię piaszczystą

Istnieją również bardziej szczegółowe klasyfikacje osadów jeziornych. W systemie G. Lundquista gytia i osady pokrewne dzielone są w następujący sposób:
- ił gytiowy i gytia ilasta (w osadzie makroskopowo przeważa ił, detrytus szary, ewentualnie szklisty
- kreda jeziorna (w osadzie makroskopowo przeważają utwory wapienne, a detrytus szklisty, materii organicznej mało)
- gytia wapienna (w osadzie makroskopowo przeważają utwory wapienne, a detrytus szklisty, materii organicznej dużo)
- gytia muszlowa (liczne skorupy mięczaków, brak innej substancji wapiennej)
- ochra okrzemkowa i ruda darniowa (w osadzie makroskopowo przeważają związki żelaza, detrytus żółto-brunatno-czerwony)
- dy jeziorne (w osadzie makroskopowo brak iłu, związków wapnia lub żelaza, substancja ciemna zarówno wilgotna, jak i po wysuszeniu, często gruboziarnista, obecna próchnica
- gytia drobnodetrytusowa (w osadzie makroskopowo brak iłu, związków wapnia lub żelaza, substancja szklisto-żółtawa, o drobnej lub nieokreślonej strukturze, w zasadzie nieoznaczalna mikroskopowo)
- gytia grubodetrytusowa (w osadzie makroskopowo brak iłu, związków wapnia lub żelaza, substancja szklisto-żółtawa, w dużej mierze oznaczalna mikroskopowo – duże fragmenty makrofitów)
- gytia glonowa (w osadzie makroskopowo brak iłu, związków wapnia lub żelaza, substancja szklista, w dużej mierze oznaczalna mikroskopowo – szczątki glonów).

W systemie Markowskiego gytia jest podzielona na następujące odmiany:
- gytia organiczna
  - glonowa
  - grubodetrytusowa
  - drobnodetrytusowa
- gytia węglanowa
  - kreda jeziorna
  - wapienna
  - detrytusowo-wapienna
  - ilasto-wapienna
- gytia mineralna bezwapienna
  - ilasta
  - piaszczysto-ilasta
  - okrzemkowo-ilasta.

Mokradła, których podłożem jest gytia określa się jako gytiowiska.
Termin gytia (oryginalnie szw. gyttja) wprowadził Hampus von Post w roku 1862.